# جون ألكسندر غوردون
جون ألكسندر غوردون (بالإنجليزية: John A. Gordon)‏ هو ضابط أمريكي، ولد في 22 أغسطس 1946 في جفرسون سيتي في الولايات المتحدة.